# Aleksandr Khvostunov
Aleksandr Khvostunov (Qarshi, RSS de Uzbekistán; 9 de enero de 1974) es un exfutbolista uzbeko que jugaba en la posición de defensa.

## Carrera

### Club
| Periodo   | Club                           |
| --------- | ------------------------------ |
| 1990–1993 | Nasaf Qarshi                   |
| 1994–1995 | Mash'al Mubarek                |
| 1996–1997 | Traktor Tashkent               |
| 1998–1999 | Pakhtakor Tashkent             |
| 2000      | PFC Krylia Sovetov Samara      |
| 2000–2001 | Traktor Tashkent               |
| 2002      | FC Lada Togliatti              |
| 2003–2004 | FC Chornomorets Odessa         |
| 2005      | Traktor Tashkent               |
| 2005      | FC Zhetysu                     |
| 2006      | Navbahor Namangan              |
| 2007–2009 | FC Bunyodkor                   |
| 2010      | → FK Samarqand-Dinamo (cedido) |
| 2010      | FC Bunyodkor                   |
| 2011      | Qizilqum Zarafshon             |
| 2011–2012 | FK Samarqand-Dinamo            |
| 2013      | NBU Osiyo                      |

### Selección nacional
Jugó para Uzbekistán en 49 ocasiones de 1997 a 2004 y anotó tres goles; participó en la Copa Asiática 2000 y en los Juegos Asiáticos de 1998.

## Logros
- Liga de Fútbol de Uzbekistán (4): 1998, 2008, 2009, 2010
- Copa de Uzbekistán (1): 2010

## Estadísticas

### Goles con Selección nacional
| 1.      | 19-11-1998 | Salt Lake Stadium, Kolkata, West Bengal, India   | India       | 0–4 | Amistoso                 |
| 2.      | 3-12-1998  | 700th Anniversary Stadium, Chiang Mai, Tailandia | Kuwait      | 3–3 | Juegos Asiáticos de 1998 |
| 3.      | 2-4-2003   | Dinamo Stadium, Minsk, Bielorrusia               | Bielorrusia | 2–2 | Amistoso                 |
| Fuente: |            |                                                  |             |     |                          |